# Всемирный Кубок чемпионов по волейболу среди женщин 1993
Первый розыгрыш Всемирного Кубка чемпионов по волейболу среди женщин прошёл с 16 по 21 ноября 1993 года в двух городах Японии (Осаке и Токио) с участием 6 национальных сборных команд. Обладателем Кубка стала сборная Кубы.

## Команды-участницы
Япония — команда страны-организатора;
Россия — чемпион Европы 1993;
Китай — чемпион Азии 1993;
Куба — чемпион Северной, Центральной Америки и Карибского бассейна 1993;
Перу — чемпион Южной Америки 1993;
США — по приглашению организаторов турнира.

## Система проведения
6 команд-участниц розыгрыша Всемирного Кубка чемпионов провели однокруговой турнир, по результатам которого определены итоговые места.

## Результаты
| М | Команда | 1   | 2   | 3   | 4   | 5   | 6   | И | В | П | С/П   | О  |
| - | ------- | --- | --- | --- | --- | --- | --- | - | - | - | ----- | -- |
| 1 | Куба    |     | 3:0 | 3:1 | 3:2 | 3:0 | 3:1 | 5 | 5 | 0 | 15:4  | 10 |
| 2 | Китай   | 0:3 |     | 3:2 | 3:1 | 3:1 | 3:0 | 5 | 4 | 1 | 12:7  | 9  |
| 3 | Россия  | 1:3 | 2:3 |     | 3:1 | 3:2 | 3:2 | 5 | 3 | 2 | 12:11 | 8  |
| 4 | США     | 2:3 | 1:3 | 1:3 |     | 3:1 | 3:2 | 5 | 2 | 3 | 10:12 | 7  |
| 5 | Япония  | 0:3 | 1:3 | 2:3 | 1:3 |     | 3:1 | 5 | 1 | 4 | 7:13  | 6  |
| 6 | Перу    | 1:3 | 0:3 | 2:3 | 2:3 | 1:3 |     | 5 | 0 | 5 | 6:15  | 5  |

Токио
16 ноября
Куба — Перу 3:1 (13:15, 15:4, 15:7, 15:8); Китай — Россия 3:2 (15:9, 7:15, 15:13, 11:15, 15:11); США — Япония 3:1 (17:15, 13:15, 15:8, 15:13).
17 ноября
Куба — Китай 3:0 (15:3, 15:13, 15:7); США — Перу 3:2 (5:15, 10:15, 15:12, 15:7, 15:6); Россия — Япония 3:2 (15:13, 7:15, 17:15, 11:15, 15:12).
Осака
19 ноября
Куба — Россия 3:1 (13:15, 15:4, 15:7, 15:6); Китай — США 3:1 (15:7, 15:6, 9:15, 15:6); Япония — Перу 3:1 (8:15, 15:6, 15:13, 15:1).
20 ноября
Куба — США 3:2 (13:15, 15:6, 16:17, 15:10, 15:10); Россия — Перу 3:2 (15:4, 11:15, 13:15, 16:14, 19:17); Куба — Япония 3:1 (16:14, 15:17, 15:8, 15:3).
21 ноября
Россия — США 3:1 (11:15, 15:12, 15:4, 15:3); Китай — Перу 3:0 (15:11, 15:6, 15:11); Куба — Япония 3:0 (15:9, 15:11, 15:8).

## Итоги

### Положение команд
| Куба      |
| Китай     |
| Россия    |
| 4. США    |
| 5. Япония |
| 6. Перу   |

### Призёры
Куба: Регла Белл Маккензи, Идальмис Гато Мойя, Лилия Искьердо Агирре, Магалис Карвахаль Ривера, Марленис Коста Бланко, Соня Лескайе, Таня Ортис Кальво, Марта Санчес Сальфран, Регла Торрес Эррера, Ана Ибис Фернандес Валье, Мирка Франсия Васконселос, М.Эрнандес. Главный тренер — Эухенио Хорхе Лафита.
  Китай: Лай Явэнь, Сяо Цзяньхуа, Цуй Юнмэй, Мао Цзулань, Ма Фан, Ван И, Ян Чжэ, Пань Вэньли, Сюй Лицюнь, Сунь Юэ, Чэнь Сюйя, Цзи Липин. Главный тренер — Ли Сяофэн.
  Россия: Валентина Огиенко, Ирина Ильченко, Марина Панкова, Елена Батухтина, Татьяна Меньшова, Евгения Артамонова, Юлия Тимонова, Елизавета Тищенко, Татьяна Грачёва, Мария Лихтенштейн, Ирина Донец. Главный тренер — Николай Карполь.

### Индивидуальные призы
MVP:  Регла Белл Маккензи
Лучшая нападающая:  Регла Белл Маккензи
Лучшая блокирующая:  Асако Тадзими
Лучшая на подаче:  Евгения Артамонова
Лучшая на приёме:  Регла Белл Маккензи
Лучшая связующая:  Марленис Коста Бланко
Самая результативная:  Евгения Артамонова